# Космическое командование ВВС США
Космическое командование ВВС США (Air Force Space Command) — главное авиационное командование Военно-воздушных сил Соединенных Штатов Америки существовавшее в период с 1982 по 2019 годы. Осуществляло поддержку военных операций США по всему миру за счет использования спутниковой информации и киберопераций. Являлось компонентом командования ВВС в подчинении Стратегического командования ВС США. Командование аналогично по своим функциям Космическим войскам России.

## История организационного строительства

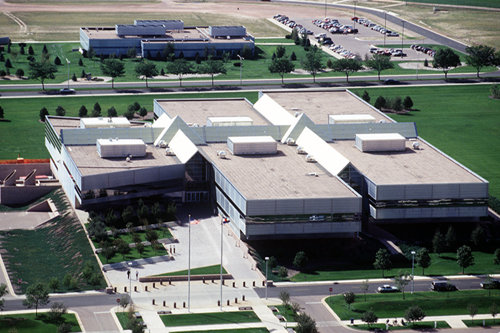
Здание Командования на авиабазе Петерсон

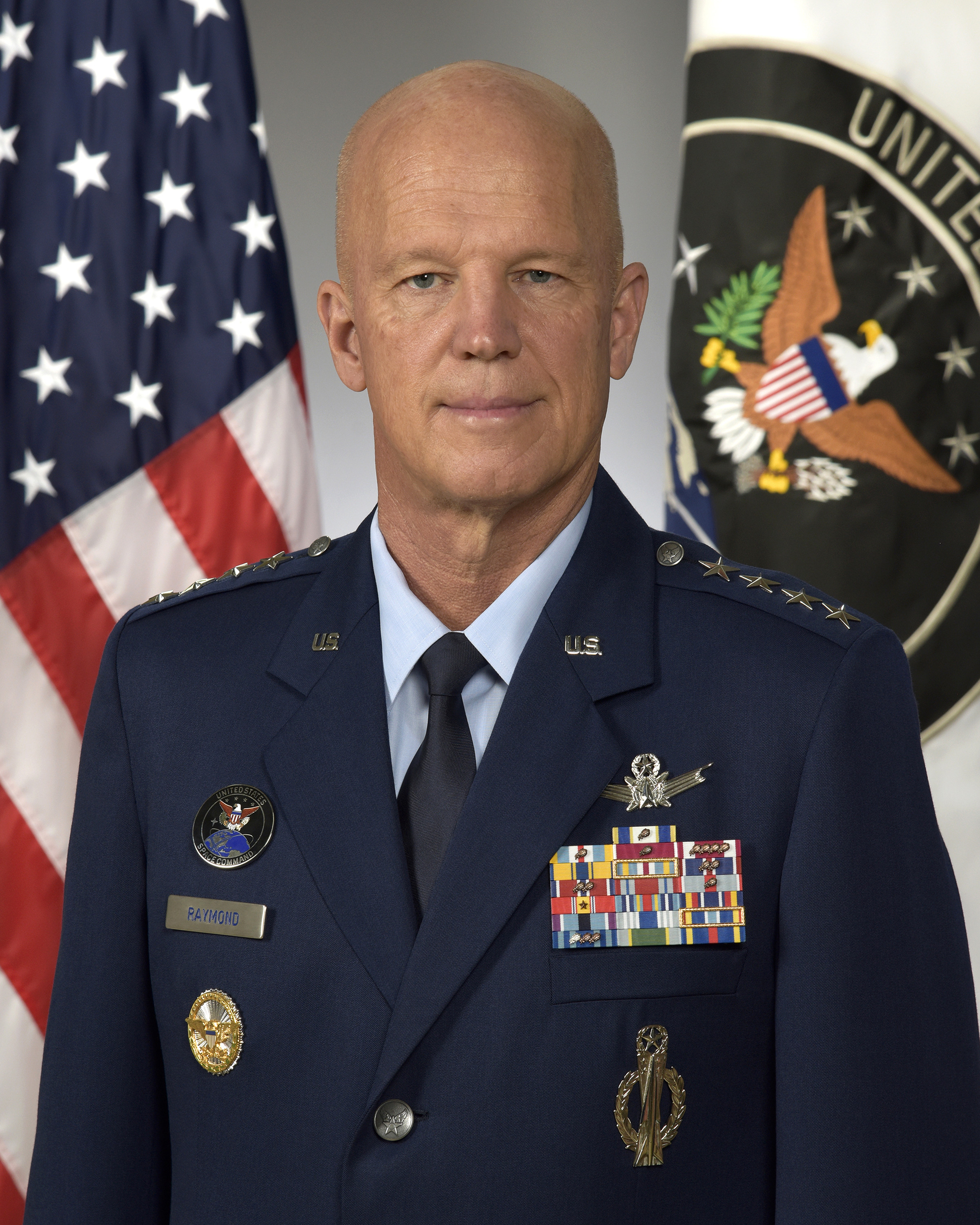
Командующий генерал Джон Реймонд

Космическое командование ВВС США сформировано 1 сентября 1982 года.
Космическое командование ВВС США преобразовано в Космические силы США 20 декабря 2019 года.

## Базирование
Штаб-квартира командования — Петерсон штата Колорадо.

## Командование
- Командующий — генерал Джон Реймонд.

## Выполняемые задачи
На командование возложено выполнение следующих основных задач:
- организация, обучение и оснащение боеготовых космических и киберпространственных сил, поддержание потенциала Командования воздушно-космической обороны Северной Америки, Стратегического командования ВС США и других боевых командований по всему миру[1];
- надзор за сетевыми операциями ВВС для предоставления потенциала киберпространства[1];
- управление глобальной сетью космических спутников[1];
- разработка и закупка космических систем[1]
- запуски ракет для вывода спутников на орбиту и предоставление войскам возможности позиционирования, навигации, тайминга, связи, ракетного предупреждения, метерологической информации и разведки[1]
- управление системами наблюдения[1];
- предоставление информацию о нападении и его оценка в интересах Стратегического командования ВС США и Командования воздушно-космической обороны Северной Америки[1];
- разработка, закупка, управление и эксплуатация космических систем[1];
- эксплуатация и техническая поддержка кибернетических систем[1].

## Структура
Организационно в состав Командования входили:
- 14-я воздушная армия (Ванденберг, штат Калифорния)[1]:
  - 21-е космическое крыло (Петерсон, Колорадо): наземные системы предупреждения о ракетном нападении, противоракетная оборона, спутниковое наблюдения и контроль космического пространства;
  - 30-е космическое крыло (Ванденберг, Калифорния): западные космические и испытательные запуски;
  - 45-е космическое крыло (Патрик, Флорида): восточные космические и испытательные запуски;
  - 50-е космическое крыло (Шрайвер, Колорадо): командование и оперативное управление спутниками;
  - 460-е космическое крыло (Бакли, Колорадо): космические системы предупреждения о ракетном нападении;
- 24-я воздушная армия (Лакланд, Техас)[1] (с 18 июля 2018 года переведено в состав Боевого авиационного командования[3]):
  - 67-е крыло сетевой борьбы (Лакланд, Техас): сетевый операции, оборона и техобслуживание сетей;
  - 688-е крыло информационных операций (Лакланд, Техас): предоставляет интегрированный через воздушное, комическое и кибернетическое пространство потенциал для информационных операций и инженерной инфраструктуры;
  - 689-е крыло боевой связи (Робинс, Джорджия);
- Центр космических инноваций и разработок (Шрайвер, Колорадо): испытание, обучение, разработка тактики и техники[1];
- Центр космических и ракетных систем (Лос-Анджелес, Калифорния)[1]:
  - Управление глобальных систем позиционирования;
  - Управление стартовых и полигонных систем;
  - Управление систем связи военных спутников;
  - Управление систем завоевания космического превосходства;
  - Управление инфракрасных космических систем;
  - Управление космических разработок и испытаний;
  - Управление космической логистики;
  - Управление оборонных погодных систем;
  - Управление космических разработок и испытаний (Киртланд, Нью-Мексико);
  - Отдел противоракетных систем;
- Отдел систем управления спутниками и сетевых систем;
- Центр сетевой интеграции ВВС (Скотт Иллинойс): руководство усилиями по стандартизации сетевой инфраструктуры ВВС США[1];
- Офис распределения радиодиапазона ВВС (Александрия, Вирджиния): планирование, предоставление и защита доступа к распределению диапазона радиочастот[1].

По состоянию на 1 мая 2013 года командование включало 21756 человек, из них :
- 13975 военнослужащих[1],
- 7781 гражданского персонала[1].

По состоянию на 20 сентября командование насчитывало более 38000 человек в 134 центрах в различных странах мира.

## Вооружение и военная техника
На вооружении командования находились:
- системы: система контроля спутников ВВС (Air Force Satellite Control Networ), BMEWS (Система раннего предупреждения о ракетном нападении), GEODSS (Наземная система электрооптического видеоконтроля глубокого космоса ), Launch/test ranges, PAVE PAWS, PARCS, Станции космического наблюдения (Радары);
- спутники (на орбите) AEHF — 2, DMSP — 4, DCSC — 8, DSP — секретно, GPS — 30, Milstar — 5, SBIRS — 3, WGS — 3, SBSS — 1.